# Johan Quick
Johan Christer Quick, född 11 maj 1984, alias Toxjq, är en professionell datorspelare från Norrköping, Sverige. Han var tidigare kontrakterad av Jonathan Wendel, mera känd som Fatal1ty, som hade en organisation som specialiserade sig främst på Quake 4-tävlingar. Quick var under en tid anställd av SK Gaming, för vilka han lyckades vinna fyra av fem Quake 4-VM-titlar. Han var mellan åren 2005 och 2007 ansedd som en av världens främsta Quakespelare och rankades som världsetta 2006 av Global Gaming League (GGL).
När Quake Champions släpptes 2017 återgick Quick till tävlandet och nådde stor framgång. Bland annat kom han tvåa i Världsmästerskapet samma år och kammade hem $150,000 dollar. Han kom även tvåa i två Dreamhack samma år och drog in totalt $70,000 dollar. Sedan dess har han tävlat till och från och har bland annat deltagit i fyra säsonger av Quake Pro League.